# Opus reticulatum
Opus reticulatum je latinski naziv za građevinsku tehniku široko korištenu u arhitekturi Rimskoga Carstva.
U toj tehnici mort ili rimski beton (opus caementicium) se nalijevao između vanjskog i unutarnjeg lica zida, kojeg su sačinjavali manji kamen blokovi klesani u formi piramide kojoj je osnovica imala oblik kvadrata. 
Ta se baza postavljala s vanjske strane zida i to tako da joj je dijagonala tekla po vertikali, čime je nastala mreža romboidnih fuga koje su stvarale zanimljivu strukturu zidnoga lica. 
Takav način gradnje osobito se proširio od Augustovog vremena nadalje, no na tlu Hrvatske je vrlo rijedak.
Vitruvije na početku osmog poglavlju svoje druge knjige O arhitekturi o ovom načinu gradnje navodi sljedeće: „Ovo su vrste zidanja: mrežasto (reticulatum) kojim se danas svi služe, i staro koje se zove (incertum). Od tih vrsta ljepše je mrežasto, ali lako puca, jer na sve strane ima nevezana ležišta i fuge.
Grubi oblik ovog načina građenja, koji je srodan i tehnici opus incertum, zove se opus quasi reticulatum.

## Vanjske poveznice
|  | Zajednički poslužitelj ima još gradiva o temi Opus reticulatum |